# Стефані Бенгсон
Стефані Бенгсон (англ. Stephanie Bengson; нар. 31 січня 1987) — колишня австралійська тенісистка.
Найвищу одиночну позицію світового рейтингу — 541 місце досягла 8 жовтня 2012, парну — 154 місце — 11 червня 2012 року.
Здобула 4 парні титули туру ITF.

## Фінали ITF

### Парний розряд: 11 (4–7)
| турніри $100,000 |
| турніри $75,000  |
| турніри $50,000  |
| турніри $25,000  |
| турніри $10,000  |

| Результат | Ранг | Дата              | Турнір                      | Покриття | Партнерка       | Суперниці                             | Рахунок          |
| --------- | ---- | ----------------- | --------------------------- | -------- | --------------- | ------------------------------------- | ---------------- |
| Поразка   | 1.   | 15 серпня 2011    | ITF Тоді, Італія            | Ґрунт    | Кірстен Флауер  | Федеріка ді Сарра Анджеліка Морателлі | 6–7, 5–7         |
| Поразка   | 2.   | 22 серпня 2011    | ITF Баньятіка, Італія       | Ґрунт    | Кірстен Флауер  | Аліче Балдуччі Бенедетта Давато       | 4–6, 7–6, 2–6    |
| Поразка   | 3.   | 19 вересня 2011   | ITF Дарвін, Австралія       | Тверде   | Тайра Келдервуд | Марія Фернанда Алвеш Саманта Мюррі    | 4–6, 2–6         |
| Перемога  | 4.   | 31 жовтня 2011    | ITF Маунт-Гамбір, Австралія | Тверде   | Тайра Келдервуд | Ізабелла Голланд Саллі Пірс           | w/o              |
| Перемога  | 5.   | 14 листопада 2011 | ITF Траралґон, Австралія    | Тверде   | Тайра Келдервуд | Монік Адамчак Бояна Бобушич           | 6–7(2), 6–1, 6–3 |
| Перемога  | 6.   | 21 листопада 2011 | ITF Бендіго, Австралія      | Тверде   | Тайра Келдервуд | Сторм Сендерз Саманта Маррей          | 2–6, 6–1, 6–3    |
| Поразка   | 7.   | 4 лютого 2012     | ITF Берні, Австралія        | Тверде   | Тайра Келдервуд | Аріна Родіонова Мелані Саут           | 2–6, 2–6         |
| Поразка   | 8.   | 20 лютого 2012    | ITF Мілдьюра, Австралія     | Трава    | Тайра Келдервуд | Мервана Югич-Салкич Ксенія Ликіна     | 7–5, 5–7, [7–10] |
| Перемога  | 9.   | 7 травня 2012     | ITF Фукуока, Японія         | Трава    | Монік Адамчак   | Еґуті Міса Омае Акіко                 | 6–4, 6–4         |
| Поразка   | 10.  | 17 вересня 2012   | ITF Порт-Пірі, Австралія    | Тверде   | Шанель Сіммондс | Саша Джонс Саллі Пірс                 | 4–6, 2–6         |
| Поразка   | 11.  | 28 жовтня 2013    | ITF Бендіго, Австралія      | Тверде   | Саллі Пірс      | Монік Адамчак Олівія Роговська        | 3–6, 6–2, [9–11] |